# Roc de Tormery
Le roc de Tormery est un sommet de France situé dans les Alpes, marquant l'extrémité méridionale du massif des Bauges et dominant le hameau de Tormery sur la commune de Chignin au sud-est de Chambéry. Le sommet est aussi appelé la Savoyarde, les falaises et barres rocheuses vues depuis le sud-est ressemblant par paréidolie à une habitante de la Tarentaise avec sa coiffe traditionnelle.

## Géographie
Le roc de Tormery est situé dans le Sud-Est de la France, en Savoie, sur la limite communale entre Chignin au sud-ouest et La Thuile au nord-est, non loin de l'ancienne commune de Francin située au sud. Il forme l'un des sommets d'un crêt situé à l'extrémité méridionale du massif des Bauges, un massif des Préalpes françaises, à la jonction entre la combe de Savoie au nord-est, le Grésivaudan au sud et la trouée des Marches au nord-ouest.
La falaise supérieure est constituée de Tithonien supérieur reposant sur du Tithonien moyen et inférieur, du Kimméridgien, du Séquanien et de l'Argovien situé à la base de la montagne servant de soubassement au tout. Le plissement au niveau du sommet correspond à l'anticlinal de la Savoyarde bordé à l'est par le plissement des Aillons, un synclinorium orienté nord-nord-est-sud-sud-ouest et traversant tout le massif des Bauges. Deux petites failles séparent le sommet de celui du Tapin à l'est.

## Sécurisation
À la suite d'un éboulement survenu sous la montagne du Guet le 14 août 1903, les autorités locales décident d'effectuer une purge de l'ensemble du roc de Tormery pour prévenir l'éboulement de quelque 8 000 m3 de roches considérées instables. C'est ainsi que, dix années plus tard, l'actuel sentier de grande randonnée no 96 est utilisé pour miner la montagne avec 600 kg de dynamite répartis dans 259 trous. Le 20 mai 1913, le village de Tormery est évacué et le dynamitage a lieu le 22 mai à 10 h 22 devant une foule de 20 000 personnes.

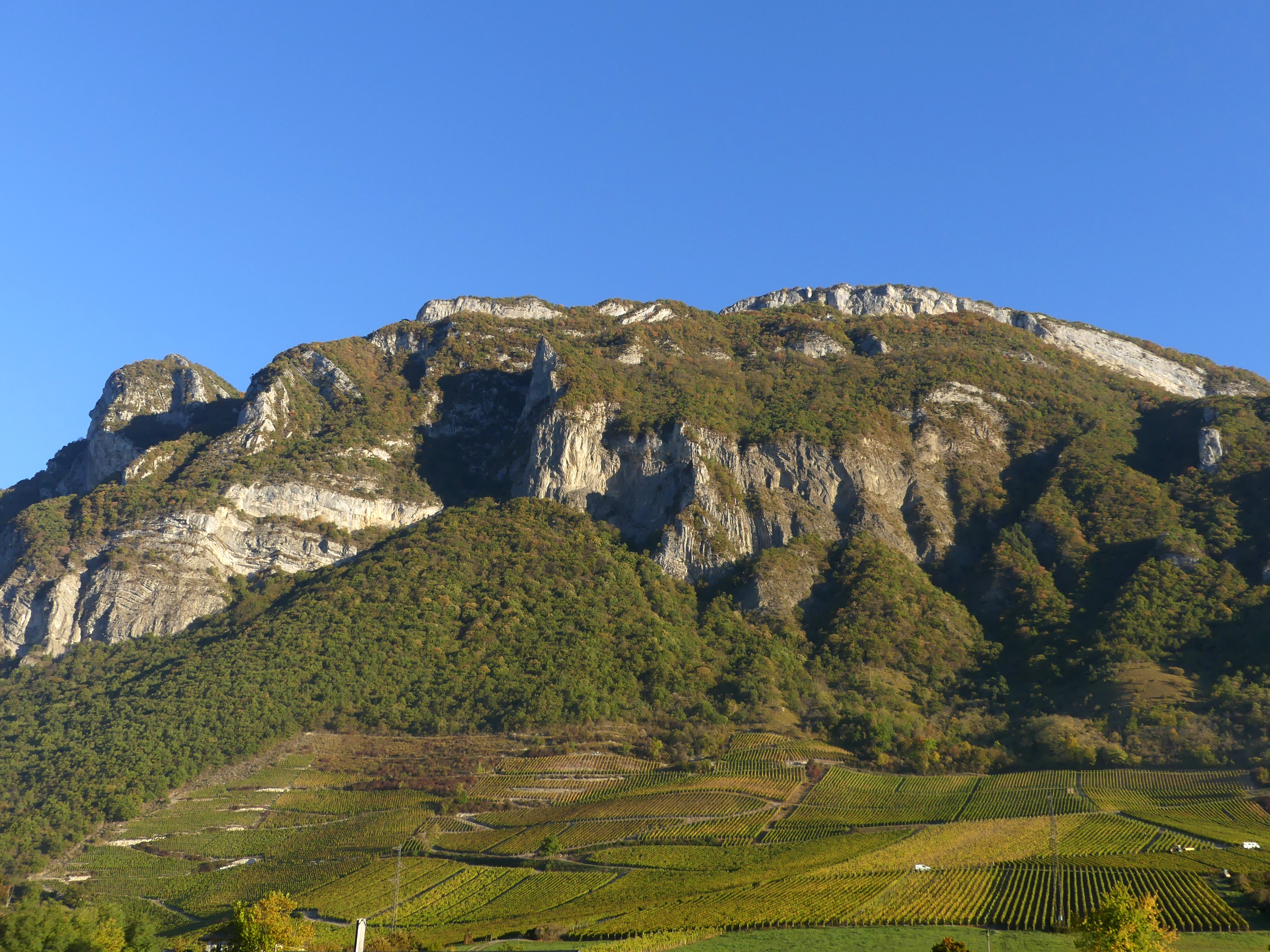
Vignobles de Chignin-bergeron au pied du roc de Tormery avec la Savoyarde à l'extrémité gauche des falaises.

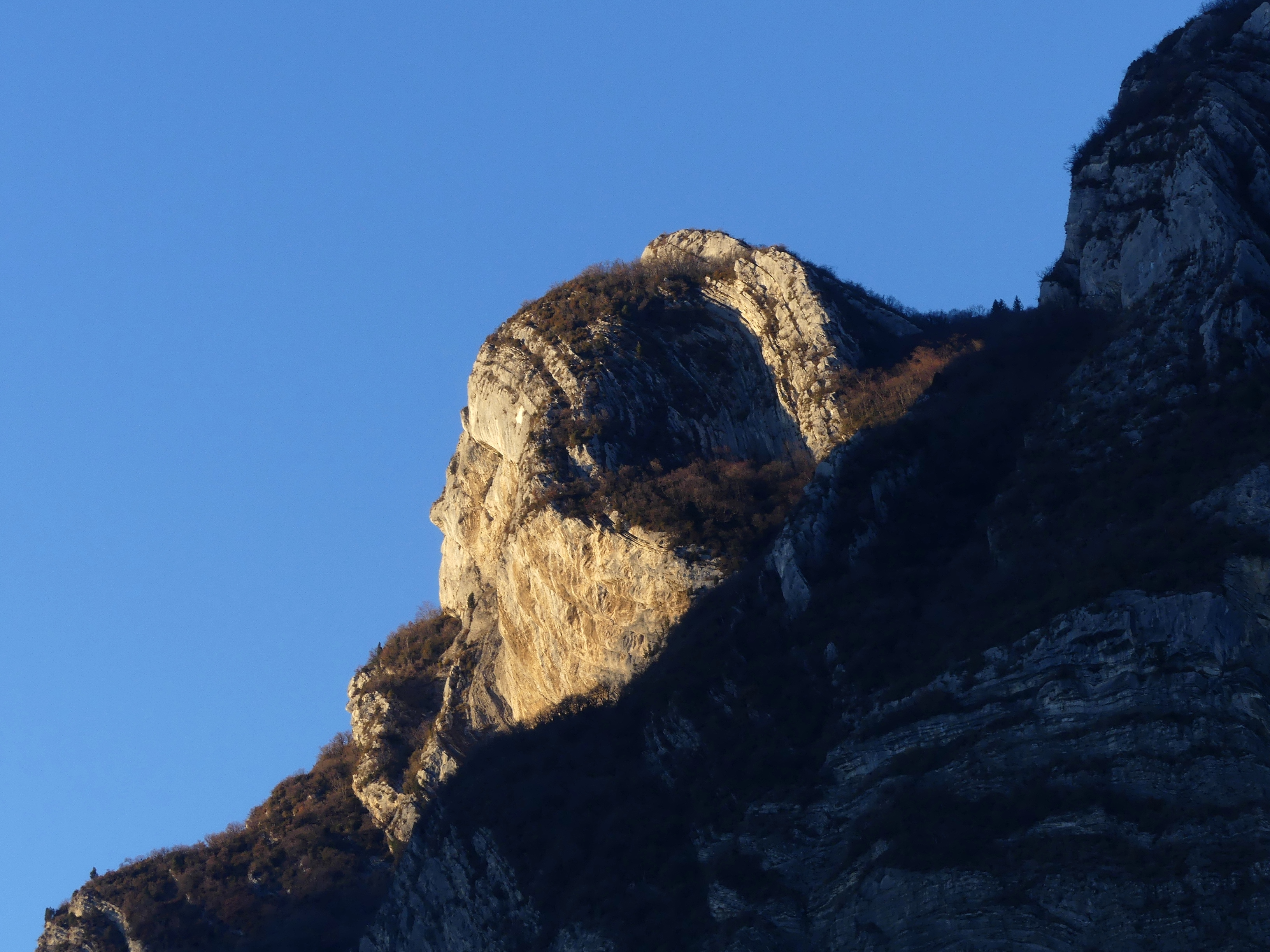
Vue de la Savoyarde, portion de falaise du roc de Tormery représentant par paréidolie une femme de profil coiffée de la frontière, une coiffe de la Tarentaise.